# Дятлово (Новосибирская область)
Дятлово — упразднённая деревня в Искитимском районе Новосибирской области. На момент упразднения входила в состав Чернореченского сельсовета. Исключена из учётных данных в 1977 году.

## География
Деревня располагалась на левом берегу реки Бердь, в 1 км к юго-западу от села Старый Искитим.

## История
В 1928 году состояла из 134 хозяйства. В административном отношении входил в состав Искитимского сельсовета Бердского района Новосибирского округа Сибирского края. В деревне располагалась школа 1-й степени.
Решением Новосибирского облисполкома  от 01.12.1977 г. № 799 деревня исключена из учётных данных.

## Население
По переписи 1926 г. в деревне проживало 674 человека (330 мужчин и 344 женщины), основное население — русские